# جان اف. کلی (سیاستمدار)
جان اف. کلی (انگلیسی: John F. Kelly; ۶ سپتامبر ۱۹۴۹ – ۱۶ سپتامبر ۲۰۱۸) سیاست‌مدار اهل ایالات متحده آمریکا بود.
وی همچنین برندهٔ جوایزی همچون برنامه فولبرایت شده‌است.